# یودای بابا
یودای بابا (انگلیسی: Yudai Baba؛ زادهٔ ۷ نوامبر ۱۹۹۵) بازیکن بسکتبال اهل ژاپن است.
از باشگاه‌هایی که در آن بازی کرده‌است می‌توان به باشگاه بسکتبال آلوارک توکیو اشاره کرد.
وی در مسابقات کشوری و بین‌المللی در مجموع برندهٔ ۱ مدال برنز شده‌است.